# Cantaro Village
Cantaro Village es una villa de Trinidad y Tobago, que forma parte de la región de San Juan-Laventille.

## Geografía
La villa abarca parte de la isla Trinidad y limita al norte con La Pastora, al sur con Cascade y Mon Repos, al este con Santa Cruz y al oeste con Sam Boucaud y St. Anns.

## Demografía
Datos demográficos de la villa de Cantaro Village:
| Gráfica de evolución demográfica de Cantaro Village entre 2000 y 2011 |
|                                                                       |